# Greg Van Avermaet
Greg Van Avermaet, né le 17 mai 1985 à Lokeren, est un coureur cycliste belge. Passé professionnel en 2007, il a notamment remporté le classement par points du Tour d'Espagne 2008, la classique Paris-Tours en 2011, Tirreno-Adriatico en 2016 et Paris-Roubaix en 2017. Il porte le maillot jaune sur le Tour de France en 2016 et 2018. Lors des Jeux olympiques de 2016, il réalise le plus bel exploit de sa carrière en remportant la médaille d'or de la course en ligne, devenant ainsi champion olympique de cyclisme sur route. En 2017, il est numéro 1 au classement mondial UCI, place qu'il occupe au total pendant 48 semaines.

## Biographie
Greg Van Avermaet est le fils de Ronald Van Avermaet, cycliste professionnel de 1982 à 1985, et petit-fils d'Aimé Van Avermaet, cycliste professionnel de 1958 à 1963. Il a commencé le vélo sur le tard, à l'âge de 18 ans, après avoir joué au football comme gardien de but dans les équipes de jeune du SK Beveren. Son beau-frère Glenn D'Hollander a été coureur professionnel, et son coéquipier de 2008 à 2010. Greg Van Avermaet tire par ailleurs son prénom de Greg LeMond, que ses parents appréciaient tout particulièrement. Domicilié en province de Flandre-Orientale, il possède une seconde résidence à Stoumont, en Ardenne liégeoise, où il bénéficie d'un terrain d'entrainement vallonné.

### 2006: débuts en continental
En 2006, Greg Van Avermaet évolue au sein de l'équipe continentale Bodysol-Win For Life-Jong Vlaanderen. Il devient champion de Belgique espoirs et gagne à quatre autres reprises. Il termine par ailleurs deuxième de Paris-Tours espoirs.

### 2007-2010: Silence/Omega Pharma-Lotto

#### 2007: premiers succès
En 2007, il passe professionnel en signant dans l'équipe Predictor-Lotto. Alors qu'il participe à une de ses premières courses professionnelles, il décroche une victoire, sur la cinquième et avant-dernière étape du Tour du Qatar, où il domine le sprint d'un groupe d'échappé ayant résisté au peloton. Quelques mois plus tard, il confirme sa bonne pointe de vitesse sur la Vattenfall Cyclassics, où il termine huitième, dans la roue de Paolo Bettini (septième), après s'être adjugé quelques semaines auparavant la deuxième étape du Tour de Wallonie. En septembre, il remporte également le populaire Mémorial Rik Van Steenbergen.

#### 2008: Classement par points sur la Vuelta
L'année 2008 est à nouveau très réussie, il brille comme lors de l'édition précédente au Tour du Qatar, et finit troisième de l'épreuve en remportant le classement des jeunes, avant de suivre les meilleurs en se classant huitième du Tour des Flandres, impressionnant le grand public lors de ce « Ronde », il finit également sur la troisième marche du podium du Grand Prix E3.
Lors du Tour de Belgique, il se trouve bien placé à l'occasion des premiers sprints, et est le seul à pouvoir suivre Stijn Devolder lors de l'étape reine et dans le Mur de Huy. Il parvient à résister aux attaques de son compatriote et domine la montée finale vers Flémalle. Il perd néanmoins son maillot noir de leader du classement général le lendemain dans le contre-la-montre et termine sur la seconde marche du podium de cette course. Peu de temps après, il emmène le sprint de son coéquipier Jürgen Roelandts au Championnat de Belgique et lui permet de conquérir le sprint. Il termine au pied du podium, à la quatrième place.
En juin, il est l'auteur d'un bon Tour de Suisse (quatrième de la première étape, neuvième de la troisième, sixième de la neuvième et dernière, et permettant de remporter deux étapes à Robbie McEwen), mais son équipe étant basée sur les étapes de haute montagne afin d'aider Cadel Evans, il ne participe pas au Tour de France. Il se distingue cependant en juillet au Tour de Wallonie. Il termine deuxième de la première étape et prend la tête du classement général à l'occasion de la deuxième étape arrivant à la Citadelle de Namur, où il échoue une fois de plus à la seconde place. Il conforte son « leadership » le lendemain en s'imposant sur la ligne d'arrivée de la troisième étape, située à Neufchâteau, au terme d'une étape comprenant huit difficultés répertoriées, et une arrivée en légère côte, il ne parviendra pas à remporter le classement final à la suite de l'échappée comprenant Sergueï Ivanov dans la dernière étape, mais se console avec la marche inférieure du podium.
Début août, il se distingue sur le Tour de l'Ain dès le premier jour, revenant tout près des deux échappés Floris Goesinnen et Paul Moucheraud, il finit troisième, en réglant le sprint du peloton. Le lendemain, les derniers kilomètres sont animés, mais son équipe parvient à reprendre tout le monde, il s'impose signant un nouveau succès et prenant le maillot de « leader » qu'il concède logiquement à Lélex, dans la première partie (dite « A ») de la troisième étape. Il manque de récidiver de peu lors de la quatrième étape, où il termine pour la seconde fois troisième, John Gadret et Jussi Veikkanen passants la ligne devant lui, il se console néanmoins avec le gain du classement par points.
Plus de deux semaines plus tard, il s'illustre sur le Grand Prix de Plouay, si trois coureurs se disputent la victoire, il se classe septième, à nouveau dans les premiers coureurs du peloton.

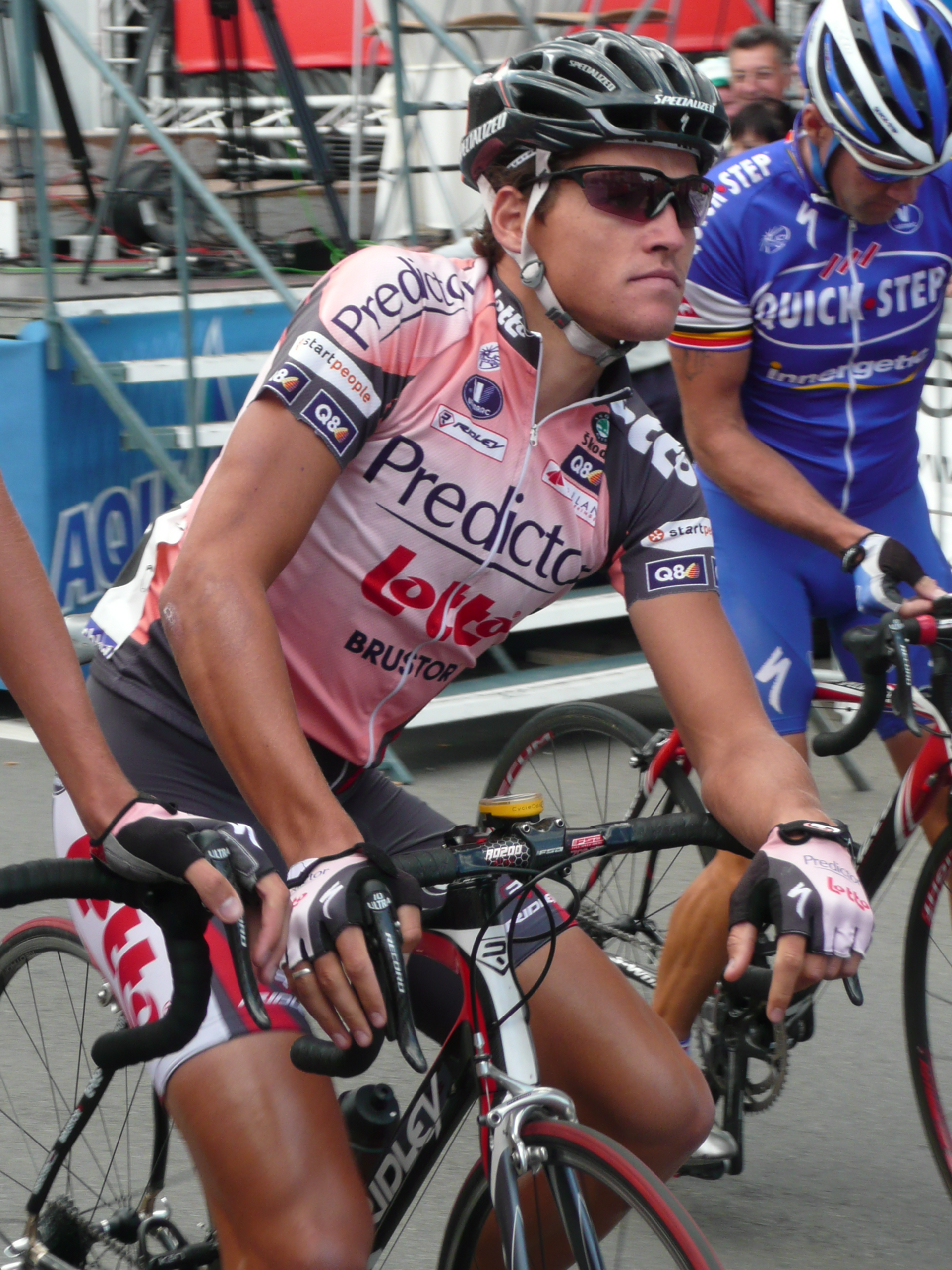
Au critérium derrière derny de Wetteren 2007.

Vient alors pour lui son premier grand tour, celui d'Espagne, il commence par de très bonnes premières étapes, lors de la première, au circuit final vallonné, il est crédité d'une belle quatrième place, les deux jours suivants, lors des deuxième et troisième étapes, il se classe sixième, puis neuvième à l'occasion de la sixième étape, finissant également en côte, ensuite, vient l'heure de gloire, dans la neuvième manche, il intègre un groupe d'échappée de onze coureurs, résiste dans les quatre difficiles cols de la journée, et signe une magnifique victoire au sprint disposant de Davide Rebellin et Juan Antonio Flecha. Le lendemain, il se montre à nouveau en force, décrochant, de justesse, la troisième place du sprint de la dixième étape, Van Avermaet s'empare de la tête du classement par points, ce qui lui permet de monter une nouvelle fois sur le podium de l'étape. Il accroît son avance par la suite dans la onzième étape (huitième sur la ligne), et même s'il est piégé dans la douzième, il reste en bleu jusqu'à la quatorzième journée, voyant la victoire d'Alberto Contador qui s'empare de la tunique, mais comme ce dernier occupe la tête du général, il continue à porter son bien par procuration, et le reprend officiellement à Valladolid, au terme d'une dix-septième étape ponctuée par une sixième place, qu'il ne quitte point le jour suivant grappillant à nouveau des points. Dans la dix-neuvième manche, il se classe cinquième, troisième du sprint du peloton et compte une avance de vingt-cinq points sur l'Espagnol, si celui-ci, deuxième le lendemain, revient à cinq unités, il assure dans la vingt-et-unième et dernière étape, prenant d'abord quatre points sur le premier sprint intermédiaire en début de course, et malgré le fait qu'une chute en fin de course lui fait une petite frayeur, et que se retrouvant devant trop tôt, il ne parvient point à l'emporter, il se classe néanmoins cinquième, glanant douze points suffisants pour devancer Contador d'un écart de vingt-et-une unités, devenant ainsi le treizième Belge à être le lauréat du « meilleur sprinter », sur la « Vuelta ».
Entretemps, grâce à ses très bons résultats, il est sélectionné pour les Championnats du monde de Varèse par Carlo Bomans, nourrissant beaucoup d'espoirs, selon José De Cauwer, « Il sera champion un jour », l'Italien Paolo Bettini déclara lui « À son âge, Alejandro Valverde n'avait pas encore réalisé ce qu'il a fait ». Van Avermaet répondit, « Le Mondial m'inspire». Durant cette course, il se montre offensif et accroche le premier groupe d'échappée dans les derniers tours, il sera néanmoins distancé dans la dernière difficulté, à six kilomètres de l'arrivée et finira à une honorable dix-septième place.
Le vingt-cinq octobre, il est élu « Flandrien de l'année », devançant Tom Boonen et Stijn Devolder.

#### 2009-2010
En février 2009, Greg Van Avermaet prend part à plusieurs courses dans le sud de l'Europe. Après s'être classé 66e du Grand Prix La Marseillaise, il obtient ses deux premiers « top 10 » de la saison, à l'occasion de la deuxième étape de l'Étoile de Bessèges (8e) et de la cinquième étape du Tour de l'Algarve (2e derrière Heinrich Haussler). À la fin du mois, il termine quatrième du Circuit Het Nieuwsblad. Au sortir d'un Tirreno-Adriatico discret (59e du classement général), il réalise quelques places d'honneur pendant les classiques. Il se classe 13e de Milan-San Remo et 28e du Grand Prix E3, puis prend la troisième place de la première étape des Trois Jours de La Panne, qui passe par de nombreux bergs, et la huitième au sprint le lendemain. Il finit ensuite 35e du Tour des Flandres et 38e de Paris-Roubaix. À la mi-mai, il participe à trois courses d'un jour aux Pays-Bas : il est 18e de la Batavus Prorace, 60e de la Dutch Food Valley Classic et 19e du Tour de Rijke. À la fin du mois, il termine cinquième du Tour de Belgique et deuxième de l'avant-dernière étape. Neuvième du Grand Prix du canton d'Argovie et sixième de la troisième étape du Tour de Suisse, il obtient deux quatrièmes places fin juin en Belgique, lors de Halle-Ingooigem et du championnat national. Il prend part ensuite au Tour de France. Il se classe à deux reprises parmi les dix premiers d'une étape (septième de la 9e étape et quatrième de la 19e étape). Parmi les résultats de sa fin de saison, on peut citer des places au Tour de l'Ain (2e et 5e d'étapes), à l'Eneco Tour (deux étapes conclues à la 4e place), au Grand Prix Jef Scherens (6e) et au Grand Prix d'Isbergues (5e).
En octobre 2010, il finit cinquième du championnat du monde sur route à Geelong en Australie.

### 2011-2020: BMC Racing puis CCC Team

#### 2011: victoire sur Paris-Tours
Après deux saisons 2009 et 2010 sans succès, Greg Van Avermaet choisit de rejoindre l'équipe américaine BMC Racing en 2011. Il reprend la saison au Moyen-Orient. Après un Tour du Qatar discret (60e du classement général), il obtient ses deux premiers « top 10 » de la saison lors du Tour d'Oman (quatrième de la deuxième étape et sixième le surlendemain). Il prend ensuite part au week-end d'ouverture belge, et se classe 30e de l'Omloop Het Nieuwsblad et 81e de Kuurne-Bruxelles-Kuurne. Après avoir fini neuvième des Monte Paschi Strade Bianche et avoir participé à Tirreno-Adriatico, remporté par son leader Cadel Evans, il aborde les classiques. Il y obtient plusieurs places d'honneur : il se classe neuvième de Milan-San Remo, 22e d'À travers les Flandres et du Tour des Flandres, treizième de Gand-Wevelgem, quinzième de la Flèche brabançonne, 24e de l'Amstel Gold Race, seizième de la Flèche Wallonne et septième de Liège-Bastogne-Liège.
Fin mai, il termine 49e de la ProRace Berlin, puis deuxième de l'avant-dernière étape du Tour de Belgique et du classement général, à chaque fois derrière Philippe Gilbert. Il se rend ensuite au Tour de Suisse, où il prend la neuvième place lors de la cinquième étape. À la fin du mois, il est quatrième de Halle-Ingooigem et 27e de son championnat national. Il remporte la sixième étape du Tour d'Autriche. Lors du Tour de Wallonie, il se montre régulier, puis le 27 juillet, il s'adjuge la cinquième étape et le classement général de l'épreuve devant Joost van Leijen et Ben Hermans. Quelques jours plus tard, il se classe deuxième de la Classique de Saint-Sébastien après le déclassement de Carlos Barredo. Puis, il prend part à l'Eneco Tour, qu'il conclut à la quatorzième place du classement général. Le 20 août, il se présente au départ du Tour d'Espagne. Il se classe dans les dix premiers d'une seule étape, en terminant septième de la douzième étape. Une semaine plus tard, il finit 61e du Grand Prix d'Isbergues. Au mois d'octobre, il termine septième de Binche-Tournai-Binche, avant de se présenter au départ de Paris-Tours, donné à Voves. À 70 km de l'arrivée, il sort du peloton au sein d'un groupe de 15 coureurs, qui rejoint les échappés 12 km plus loin. Dans la côte de Beau Soleil, il suit l'attaque de Marco Marcato. Il bat au sprint ce dernier pour s'adjuger sa première classique. Il parvient ensuite à monter sur le podium du Tour du Piémont (deuxième, battu par Daniel Moreno), puis finit douzième du Tour de Lombardie.

#### 2012 - 2014: le roi des places d'honneur
Greg Van Avermaet commence sa saison 2012 au Tour Down Under. Il finit septième de la deuxième étape et 32e du classement général. En février, il se classe neuvième de la troisième manche du Challenge de Majorque et deuxième de la première étape du Tour d'Algarve. Il prend ensuite part au week-end d'ouverture belge : il est 5e de l'Omloop Het Nieuwsblad et 101e de Kuurne-Bruxelles-Kuurne. Une semaine plus tard, il est cinquième des Strade Bianche, juste derrière son coéquipier Alessandro Ballan. Puis, il termine 69e Milan-San Remo, 26e du GP E3-Harelbeke dans le même temps que le vainqueur Tom Boonen et 27e de Gand-Wevelgem. Sur le Tour des Flandres, il règle le peloton pour la quatrième place, à 38 secondes de Bonnen, Pozzato et Ballan. Après s'être classé cinquième de la Flèche brabançonne, il participe aux classiques ardennaises : il est 36e de l'Amstel Gold Race, 40e de la Flèche Wallonne et 73e de Liège-Bastogne-Liège.
En mai, il obtient plusieurs places d'honneur sur le Tour de Californie (cinquième de la première étape, sixième le lendemain et de la sixième étape). Il est ensuite discret sur le Tour de Suisse, puis se classe 68e de Halle-Ingooigem et 27e du championnat de Belgique. Il décroche deux nouvelles places d'honneur en juillet, à l'occasion du Tour de Pologne (quatrième de la sixième étape) et du Tour de Wallonie (dixième de la troisième étape).
Le 28 juillet, il termine 92e de la course en ligne des JO. Van Avermaet est ensuite 31e de l'Eneco Tour, 13e de la Clásica San Sebastián et 37e du Grand Prix de Plouay. En septembre, après avoir fini 18e de la première édition de la World Ports Classic, il se distingue sur les routes du Québec, où il participe aux deux courses de l'UCI World Tour 2012 dans la Ville de Québec et à Montréal. Dans la première, il place une attaque tranchante dans la Côte de la Montagne, une des dernières difficulté de la journée située à quatre kilomètres de l'arrivée. Le seul coureur parvenant à le rejoindre est l'Australien Simon Gerrans. Le duo résiste au retour du groupe de tête sur le parcours accidenté, et Gerrans profite de sa pointe de vitesse pour dépasser Van Avermaet dans les derniers mètres. Van Avermaet monte sur la deuxième marche du podium. Deux jours plus tard, à Montréal, il tente le coup à 7 kilomètres de l'arrivée, se détachant une fois de plus du groupe de tête, mais sa tentative est contrainte à l'échec et il est repris. Il termine en quatorzième position, à quatre secondes du vainqueur Lars Petter Nordhaug. Il se classe alors deuxième du Grand Prix de Wallonie et 31e du Grand Prix d'Isbergues. Aux championnats du monde, dans le Limbourg néerlandais, Greg Van Avermaet dispute la course en ligne avec un rôle d'équipier pour Tom Boonen et Philippe Gilbert. Ce dernier remporte le titre en attaquant seul dans la dernière ascension du Cauberg. Van Avermaet à la 25e place, dans le même temps qu'Alejandro Valverde, médaillé de bronze. La semaine suivante, il termine huitième du Tour du Piémont et 17e du Tour de Lombardie. Il conclut sa saison par une sixième place sur Paris-Tours.

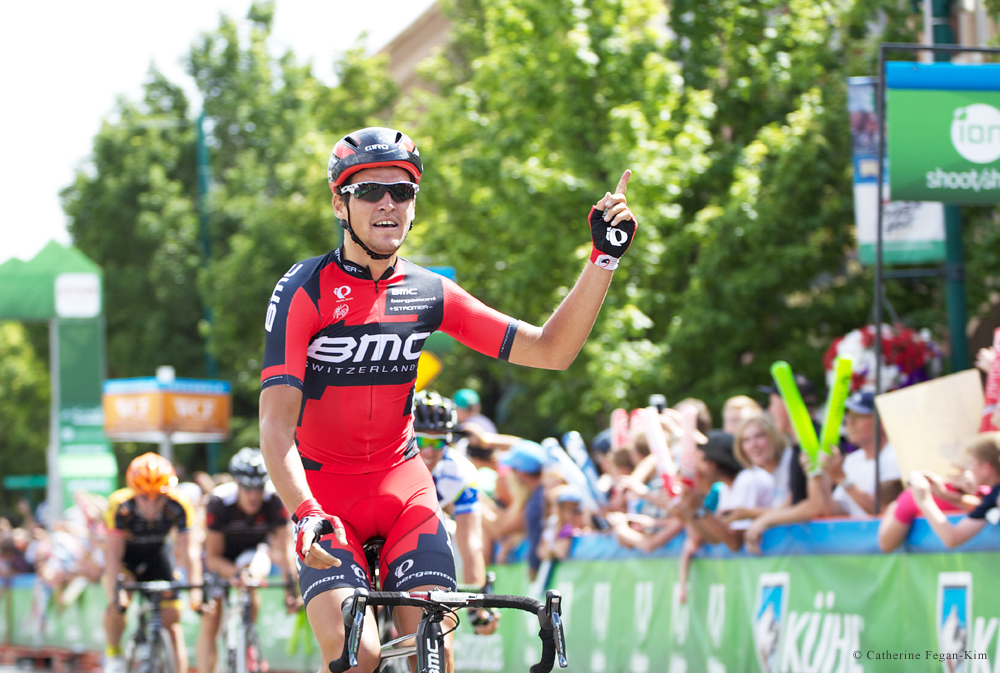
Van Avermaet célébrant sa victoire sur la première étape du Tour de l'Utah 2013.

En 2013, Van Avermaet reprend la compétition au Moyen-Orient : il termine sixième du Tour du Qatar grâce notamment à la victoire de son équipe lors du contre-la-montre et prend la deuxième place de la troisième étape du Tour d'Oman juste derrière Peter Sagan. Il se classe ensuite cinquième de l'Omloop Het Nieuwsblad. Il participe alors à plusieurs courses en Italie. Après s'être classé 40e du Grand Prix de la ville de Camaiore et sixième des Strade Bianche, il prend part à ses deux premières épreuves World Tour de la saison : il est 49e de Tirreno-Adriatico puis 36e de Milan-San Remo. Après avoir terminé 24e du GP E3-Harelbeke, il réussit à se glisser dans un groupe de dix coureurs qui se dispute la victoire sur Gand-Wevelgem. Il ne peut pas suivre Peter Sagan, mais prend la troisième place de l'épreuve. Il est ensuite septième du Tour des Flandres et quatrième de Paris-Roubaix, battu pour la troisième place au sprint par Niki Terpstra. Van Avermaet a ainsi fait preuve d'une grande régularité au long des classiques flandriennes. Trois jours plus tard, il figure dans le groupe de onze coureurs qui se jouent la victoire sur la Flèche brabançonne. Il attaque peu avant la flamme rouge et termine sixième de la course, tandis que son coéquipier Philippe Gilbert prend la deuxième place derrière Peter Sagan. Ensuite, il termine seizième de l'Amstel Gold Race, dans le même temps que le deuxième. Une semaine plus tard, il se classe 63e de Liège-Bastogne-Liège.
Un mois plus tard, Van Avermaet dispute le Tour de Belgique, dont il finit 35e du classement général. Début juin, il est 6e du Grand Prix du canton d'Argovie, puis participe au Tour de Suisse. Il travaille pour ses leaders Mathias Frank et Tejay van Garderen, lui-même est 121e du classement général. Une semaine après, il est 7e du championnat de Belgique. Il est ensuite septième de la troisième étape du Tour d'Autriche, puis remporte au sprint la 3e étape du Tour de Wallonie. Deux jours plus tard, il attaque dans le Mur de Thurin, s'adjugeant ainsi l'étape et le classement général. Leader de son équipe avec Philippe Gilbert sur la Classique de Saint-Sébastien, il se classe 18e de la course. Il se rend ensuite aux États-Unis. Il s'impose lors de la 1re étape du Tour de l'Utah, puis est deuxième des deux étapes suivantes et 25e du classement général. Il obtient ensuite plusieurs places d'honneurs sur le Tour du Colorado (2e de la première étape, 4e de la troisième, 3e et 5e les deux derniers jours), remporté par Tejay van Garderen devant Mathias Frank.
De retour en Europe, il vise les championnats du monde, où il espère « avoir un rôle libre ». Dans le final du GP de Plouay, il attaque à la sortie de la côte de Ty-Marec, mais se fait reprendre à 300 mètres de la ligne et se classe 71e de l'épreuve. Il participe ensuite aux classiques canadiennes. À l'offensive dans le final du Grand Prix de Québec, il termine 3e du sprint entre les favoris, juste derrière Robert Gesink et Arthur Vichot. Deux jours plus tard, il finit 4e du Grand Prix de Montréal.
Le 17 octobre, il est élu pour la seconde fois « Flandrien de l'année », devançant Gianni Meersman et Jan Bakelants.
En 2014, Van Avermaet réalise une nouvelle fois une très bonne campagne de printemps, mais échoue à remporter une grande classique. Il terminé deuxième du Circuit Het Nieuwsblad et du Tour des Flandres, perdant les deux courses au sprint,. L'été, il participe au Tour de France, où il aide son leader Tejay van Garderen à prendre la cinquième place du classement général. Plus tard, Van Avermaet est huitième de la Clásica San Sebastián  et cinquième de l'Eneco Tour, où il remporte une étape. Il termine cinquième du GP de Québec - son troisième top 5 d'affilée au Québec - et septième du GP de Montréal. En septembre, Van Avermaet remporte une victoire prestigieuse au Grand Prix de Wallonie. Membre d'une échappée de quatre coureurs, avec le peloton sur leurs talons, Van Avermaet attaque dans les derniers virages de la montée finale pour s'adjuger sa deuxième victoire de la saison. Quelques jours plus tard, il remporte le GP Impanis-Van Petegem, ce qui lui permet d'obtenir le leadership au sein de l'équipe belge pour la course en ligne des championnats du monde,. à Ponferrada, en Espagne. Il figure dans la bonne échappée au championnat du monde, mais en dépit de l'aide de son compagnon d'équipe et compatriote Philippe Gilbert, il ne peut empêcher une attaque de Michał Kwiatkowski et termine cinquième des mondiaux. Il termine sa saison avec une 39e place à Paris-Tours. 
À l'issue de cette saison, il est lauréat du Vélo de cristal et, pour la troisième fois, du Flandrien de l'année.

#### 2015: victoire d'étape sur le Tour de France

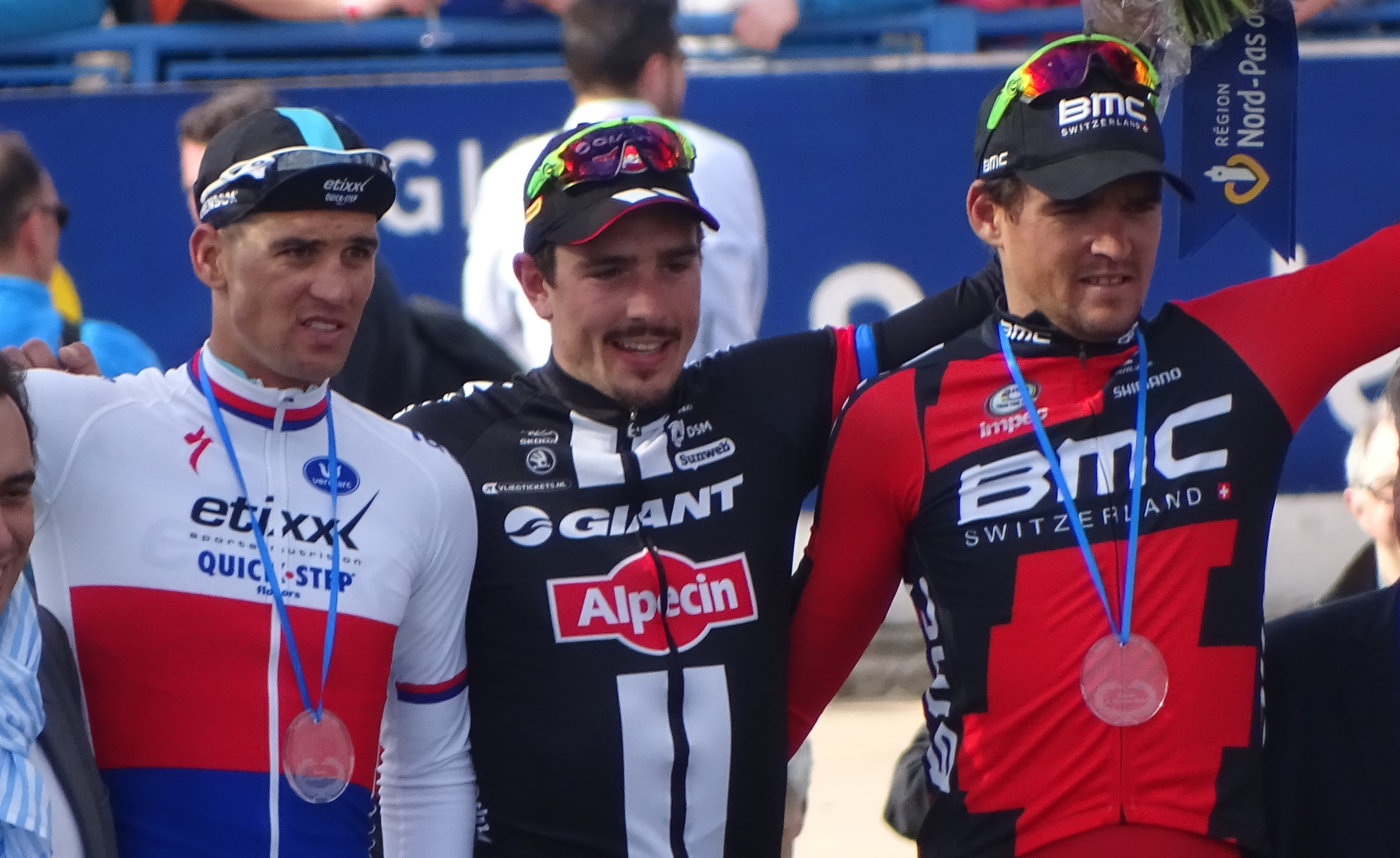
Van Avermaet (à droite) sur la troisième marche du podium de Paris-Roubaix 2015

En 2015, Van Avermaet termine deuxième des Strade Bianche derrière Zdeněk Štybar. Il obtient sa première victoire de la saison lors de la troisième étape de Tirreno-Adriatico en remportant le sprint d'un petit groupe. En avril, il est troisième du Tour des Flandres après avoir déposé Peter Sagan en pourchassant le duo de tête. Une semaine plus tard, il monte sur le podium de Paris-Roubaix, terminant troisième après avoir été à l'attaque lors des derniers kilomètres. En dépit d'être sous une enquête pour dopage à cette époque, Van Avermaet participe à l'Amstel Gold Race et se classe cinquième. Le 31 mai 2015, il remporte la dernière étape et le classement général du Tour de Belgique. Il prend part au Tour de Suisse, terminant sixième du prologue et troisième de la quatrième étape.
Il participe ensuite au Tour de France où il s'impose, lors de la 13e étape à Rodez, au sprint devant le maillot vert Peter Sagan. C'est sa première victoire sur le Tour et il considère cette victoire comme un déclic dans sa carrière. Le 20 juillet 2015, il quitte le Tour pour rejoindre sa compagne qui attend son premier enfant.
Lors de la Classique de Saint-Sébastien, il attaque dans la dernière ascension mais chute à cause d'une moto de télévision. Adam Yates, à ce moment-là derrière le Belge, remporte la course.
Van Avermaet est sélectionné pour la course en ligne des championnats du monde de Richmond. Il y est un des trois chefs de file belges avec son coéquipier Philippe Gilbert ainsi que Tom Boonen. Pour l'une de ses dernières courses de la saison il se classe troisième de Paris-Tours derrière Matteo Trentin et Tosh Van der Sande.

#### 2016: champion olympique et victoire sur Tirreno-Adriatico

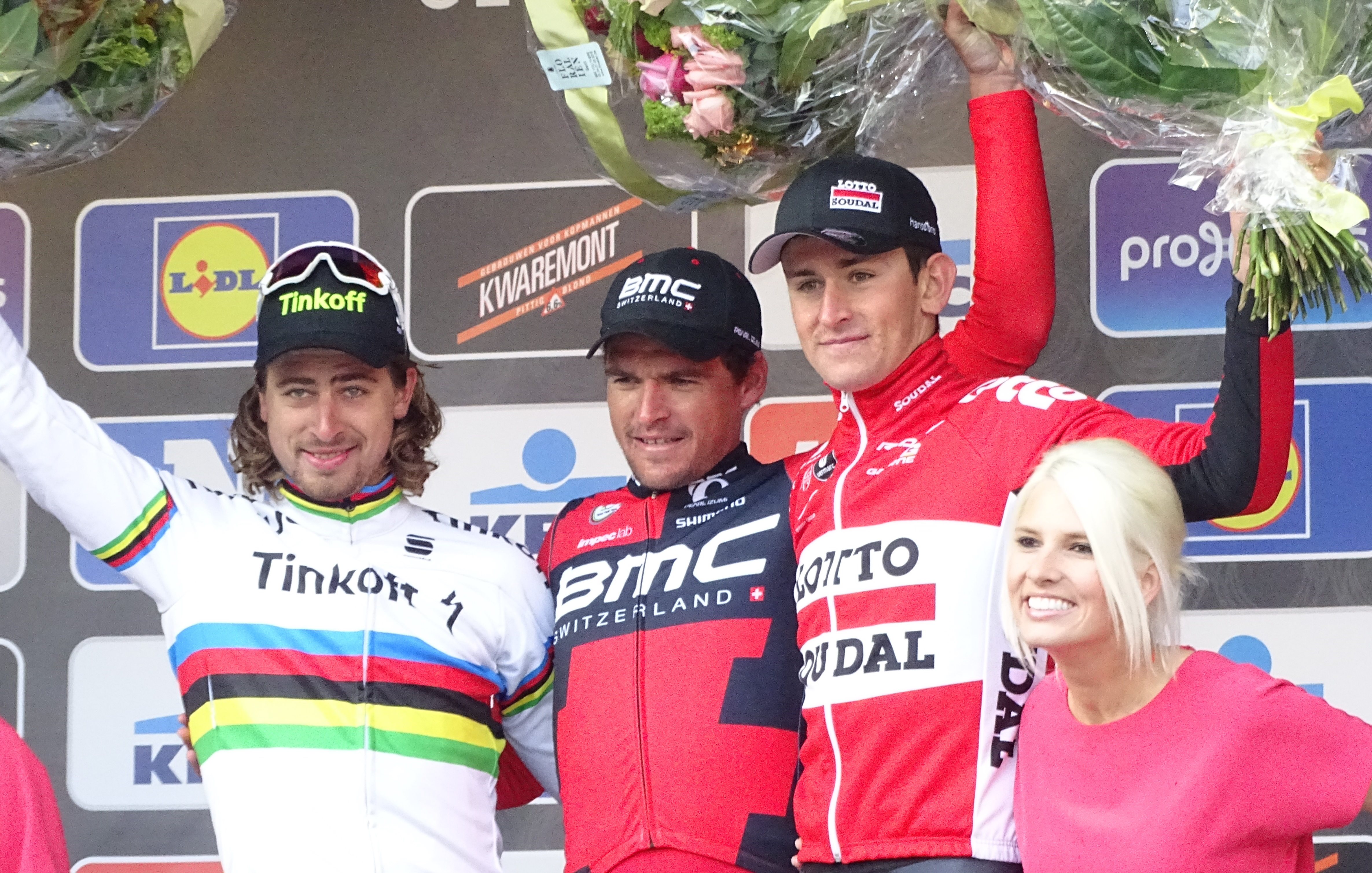
Podium de l'édition 2016 du Circuit Het Nieuwsblad : Peter Sagan (2e), Greg Van Avermaet (1er) et Tiesj Benoot (3e).

En 2016, il réalise un très bon début de saison avec de nombreux top 5 sur le Tour du Qatar et le Tour d'Oman. Fin février, il gagne le Circuit Het Nieuwsblad, après avoir battu Peter Sagan dans un sprint à cinq. Il termine sixième des Strade Bianche, puis participe à Tirreno-Adriatico. Il remporte la première étape avec son équipe lors d'un contre-la-montre. Quatre jours après de l'étape reine annulée à cause des mauvaises conditions météorologiques, il remporte la sixième étape au sprint devant Peter Sagan et s'empare du maillot de leader. Lors de la dernière étape, un contre-la-montre individuel de 10 km, il termine derrière Peter Sagan mais assure sa première place au classement général pour une seconde.
Cinquième de Milan-San Remo, il prend alors la tête du Classement mondial UCI qu'il perd au bout d'une semaine au profit de Peter Sagan, lauréat de Gand-Wevelgem que Van Avermaet termine neuvième. Le Belge doit abandonner lors du Tour des Flandres en raison d'une fracture de la clavicule droite consécutive à une chute et doit déclarer pour Paris-Roubaix, deux de ses principaux objectifs de la saison. En juillet, il remporte au Lioran la 5e étape du Tour de France et endosse le maillot jaune pour la première fois. Il le conserve pendant trois jours, avant de le laisser à Christopher Froome, le futur vainqueur. Quelques jours après le Tour et une semaine avant les Jeux olympiques, il est cinquième de la Classique de Saint-Sébastien.
Le 6 août, au terme d'une course tactique rondement menée, il s'impose à Rio et devient champion olympique lors de la course en lignes messieurs à l'issue d'une arrivée à trois, où il parvient à devancer ses deux adversaires. Un mois plus tard, il se classe deuxième du Grand Prix cycliste de Québec et remporte le Grand Prix cycliste de Montréal, à chaque fois à la suite de duels au sprint avec Peter Sagan. En fin d'année, il remporte pour ses performances le titre de sportif belge de l'année, le Trophée Flandrien et le Vélo de cristal. Il est classé 6e du classement World Tour et 3e du Classement mondial UCI.

#### 2017: numéro 1 mondial et victoire à Roubaix
Il se fracture la cheville au début de saison. Il remporte ensuite de nombreuses courses en faisant une très bonne première partie de saison de février à juin 2017. En effet, il commence par remporter à nouveau le Circuit Het Nieuwsblad en dominant, comme en 2016, le champion du monde Peter Sagan. Il fait ensuite un bon début de Tirreno Adriatico en remportant le contre la montre par équipe d'ouverture puis en obtenant une place de quatrième au sprint lors de la deuxième étape, ce qui lui permet de prendre la tête du classement général à son coéquipier Damiano Caruso.
Ensuite il enchaîne d'excellents résultats sur les classiques flandriennes. Il remporte le Grand Prix E3 devant ses deux compagnons d'échappée Philippe Gilbert et Oliver Naesen, puis  devant Jens Keukeleire. Début avril, il se place deuxième du Tour des Flandres derrière Philippe Gilbert. Sur Paris-Roubaix, il casse son dérailleur à 100 kilomètres de l'arrivée et doit mener une poursuite pour revenir dans le peloton. Il s'impose finalement au sprint, au sein d'un groupe de cinq coureurs, dont Zdeněk Štybar et Sebastian Langeveld. Il s'agit de la première victoire pour lui et son équipe BMC dans une classique « monument ». Il fait également un très bon Tour de Luxembourg en remportant le classement général et le classement aux points ainsi que deux étapes.
Ces résultats lui permettent de prendre la tête du classement individuel de l'UCI en dépassant Peter Sagan début avril.

#### 2018: 8 jours en jaune
Il  remporte une étape du Tour d'Oman. Pour la campagne de classiques 2018, il doit se contenter de places d'honneur : 3e du Grand Prix E3, 5e du Tour des Flandres et 4e de Paris-Roubaix. En juillet, sur le Tour de France, il endosse le maillot jaune à l'issue du contre-la-montre par équipes de Cholet, remporté par BMC. Il garde ce maillot pendant huit journées, avant de le céder à Geraint Thomas. Il termine le Tour à la vingt-huitième place du classement général. Au mois d'août, il se classe quatrième de la Classique de Saint-Sébastien puis termine 25e du championnat d'Europe sur route à Glasgow et sixième du BinckBank Tour. En septembre, il termine deuxième du Grand Prix de Québec et troisième du Grand Prix cycliste de Montréal.
En fin de saison il participe au championnat du monde sur route. Il attaque à 45 kilomètres de l'arrivée en plein cœur de la ville d'Insbruck et se fait reprendre à 30 kilomètres de l'arrivée. Il termine cinquantième. À l'issue de cette course, il arrête sa saison.
Ensuite il annonce qu'il reste fidèle à BMC qui devient CCC en 2019.

#### 2019: victoire au Grand-Prix de Montréal et multitude places d'honneur

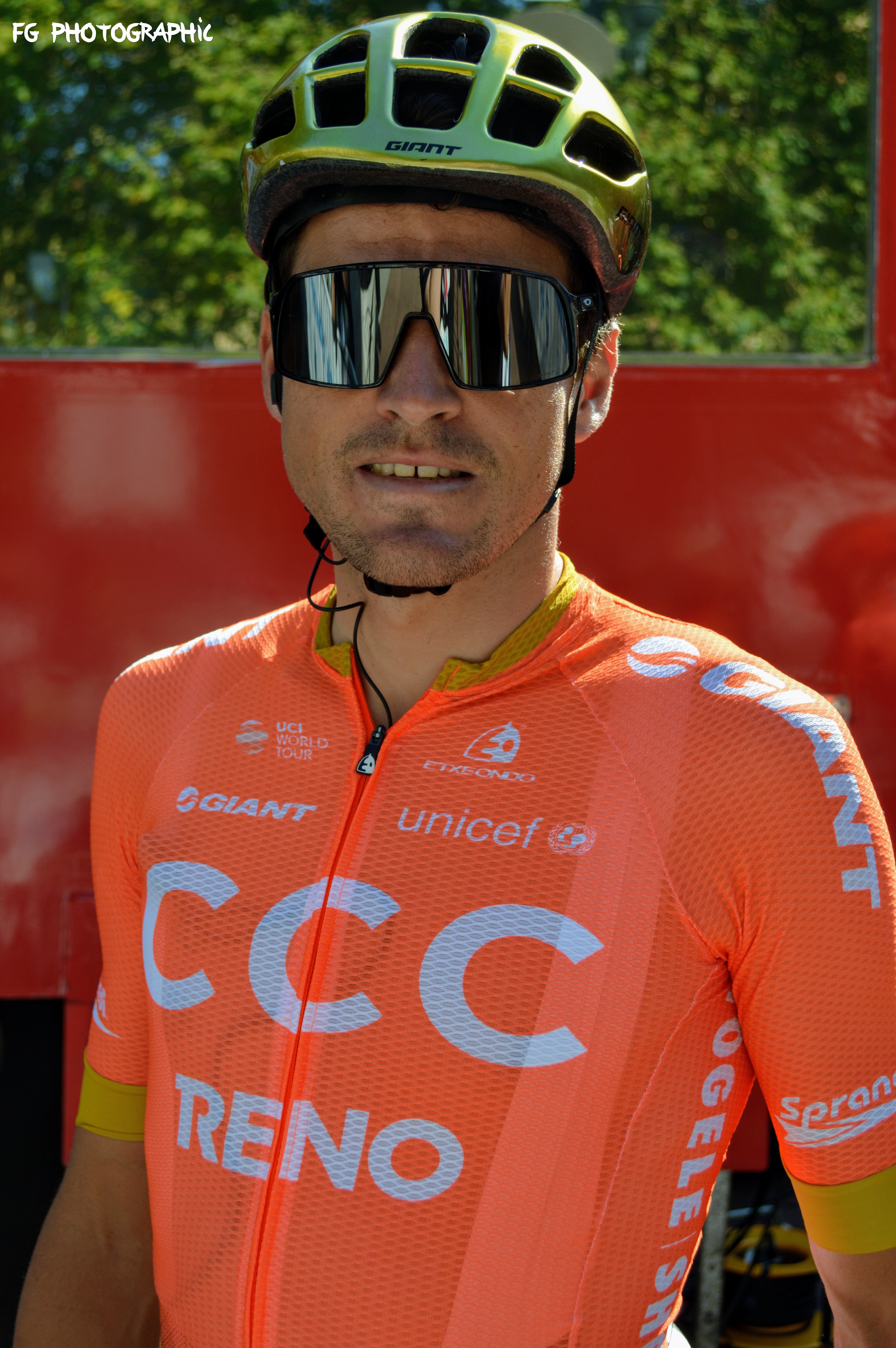
Greg Van Avermaet en août 2019, lors de la Classique de Saint-Sébastien

Greg Van Avermaet commence sa saison au Tour de la Communauté valencienne, dont il remporte la troisième étape. il prend ensuite part au Tour d'Oman, où il obtient plusieurs places d'honneur. Il commence sa saison de classique avec une deuxième au Circuit Het Nieuwsblad, puis la sixième des Strade Bianche une semaine plus tard. Il dispute ensuite Tirreno-Adriatico. Il termine troisième de Grand Prix E3, à l'issue d'un sprint, vingtième de Gand-Wevelgem. Sur le Tour des Flandres, surpris par l'attaque d'Alberto Bettiol, il doit se contenter d'une dixième place. Après un décevant Paris-Roubaix, il est pour la quatrième fois présent sur Liège-Bastogne-Liège, il tente d'anticiper et pars avec un gros groupe mais pour cause de mauvaise entente ils se font reprendre et il fut en difficulté dans la Roche au faucons et puis une chute avec Michael Matthews il en peut espérer la victoire et se contente d'une 52e place. Puis il finit deuxième du Tour de Yorkshire derrière Christopher Lawless mais en gagnant la dernière étape devant celui-ci. Lors de la première étape du Tour de France, il participe à l’échappée matinale et dispute le sprint au sommet du mur de Grammont. Il prend ainsi le maillot à pois à l'issue de l'étape, à Bruxelles. Il se montre présent et actif lors du tour. Une semaine après la fin du Tour, il est deuxième de la Classique de Saint-Sébastien derrière Remco Evenepoel en réglant au sprint un groupe d'une dizaine de coureurs.
Ensuite il prend part au BinckBank Tour, où il finit 4e du classement général et en finissant 2e de la dernière étape derrière son ami Oliver Naesen au sprint qui le bat pour la première fois. L'étape se finissant sur les pentes du mythique mur de Grammont où il avait battu Xandro Meurisse au sprint un mois auparavant lors du Tour de France. Après une 3e place au Grand-Prix de Québec, battu par Matthews et Sagan, il remporte le Grand-Prix de Montréal devant Diego Ulissi en réglant un peloton réduit. Pour bien se préparer pour les mondiaux sur route il participe à la Primus Classic (7e) et à la Flèche de Gooik (46e). Lors des Mondiaux, disputés dans conditions dantesques, il se classe 8e.

#### 2020: une saison tronquée
Pendant la pandémie de Covid-19, alors que toute la saison des classiques est annulée, Van Avermaet remporte un Tour des Flandres virtuel disputé sur home-trainer. Cette édition est disputée sur 32 kilomètres par treize cyclistes professionnels. Il s'impose en solitaire devant Oliver Naesen et Nicolas Roche après avoir attaqué dans le Paterberg. Dans le même temps, le sponsor de l'équipe CCC décide de suspendre la majorité des contrats du staff et de réduire fortement les salaires des coureurs pour survivre à la crise du coronavirus qui gèle les courses de mars à juillet,.
À la reprise des compétitions en août, il se classe huitième des Strade Bianche et de Milan-San Remo. Après sa deuxième place derrière Arnaud Démare sur le Tour de Wallonie, il est sélectionné pour représenter son pays aux championnats d'Europe sur route organisés à Plouay dans le Morbihan. Il se classe vingt-septième de la course en ligne. Lors du Tour de France, il termine trois fois dans le top 5 d'une étape (4e à Nice, 3e au Mont Aigoual, 4e à Champagnole). 
Début octobre, il chute lourdement lors de Liège-Bastogne-Liège. Souffrant de multiples fractures, il doit déclarer forfait pour les classiques flandriennes disputées exceptionnellement les semaines suivantes,. Il  ne remporte aucune course en 2020, une première fois pour lui depuis 2012.

### 2021-2023: dernier challenge chez AG2R

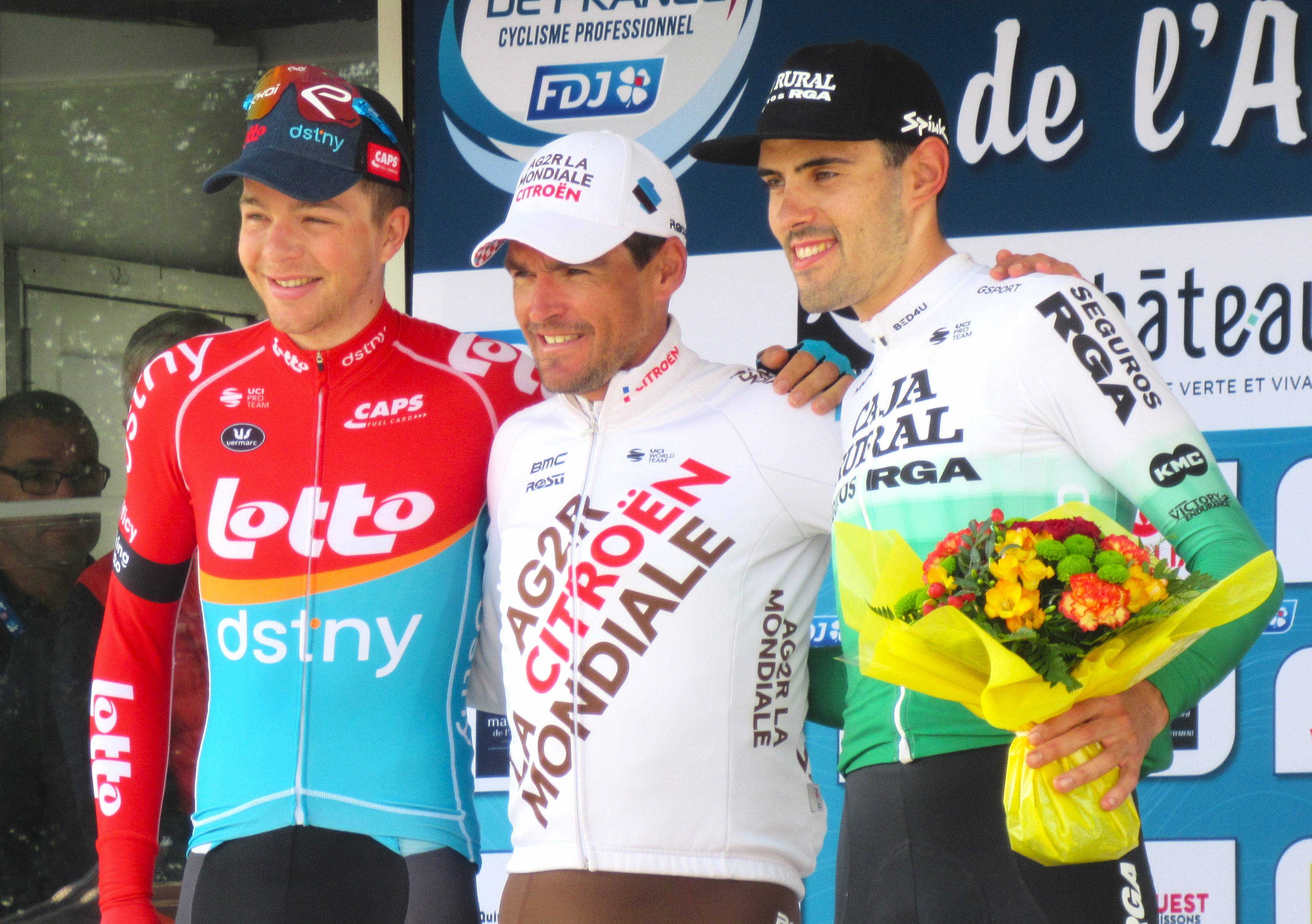
Greg Van Avermaet (au centre), vainqueur des Boucles de l'Aulne 2023

En 2021, après l'arrêt de l'équipe CCC, il rejoint la formation française AG2R Citroën, en compagnie de son lieutenant Michael Schär. Il y retrouve notamment son compatriote Oliver Naesen.
Il se montre performant en début d'année 2021, terminant sixième du Grand Prix E3, septième d'À travers les Flandres et surtout troisième du Tour des Flandres. Il est plus en difficulté sur le reste de la saison, où il n'obtient que deux places dans les 10 premiers entre juin et octobre. En septembre, pour la première fois depuis 2005, il n'est pas sélectionné pour les mondiaux, qui ont en lieu dans les Flandres en Belgique. Pour la deuxième saison d'affilée, il n'obtient aucune victoire.
Il commence bien sa saison 2022 avec une troisième place sur le Circuit Het Nieuwsblad 2022 à la fin du mois de février. La suite de la période des classiques est plus décevante. En juin, il dispute le Critérium du Dauphiné avec un rôle de soutien pour son leader Ben O'Connor (finalement troisième de l'épreuve), mais n'est pas retenu à sa grande déception pour le Tour de France. C'est la première fois depuis 2013 qu'il est absent de la course. Il n'est pas plus en réussite en fin de saison et ne décroche aucun succès.
Une bronchite l'empêche de participer en 2023 à Milan-San Remo, son premier objectif de la saison. Le 15 mai, il renoue avec la victoire aux Boucles de l'Aulne 2023, son premier succès depuis celui obtenu au Grand Prix de Montréal 2019. En mai 2023, il annonce la fin de sa carrière à l'issue de la saison.

## Allégations de dopage
En avril 2015, la Royale ligue vélocipédique belge demande une suspension de deux ans à l'encontre de Van Avermaet, ainsi que l'annulation de tous ses résultats obtenus au cours de la saison 2012 et d'une amende de 262 500 euros, à la suite d'une enquête sur des soupçons de délits antidopage. Il est rapporté dans les médias belges que les accusations portent sur des allégations d'utilisation de deux produits interdits, le Diprophos (un corticoïde), et le Vaminolact (produit de récupération utilisé aussi par les bébés). Le 7 mai 2015, il est annoncé que Van Avermaet est blanchi de toutes les allégations.

## Autres activités
En 2019, il organise les "Vélofolies" à Bruxelles.

## Palmarès et classements mondiaux

### Palmarès année par année
| - 2005 - 1re étape du Triptyque des Barrages - Hasselt-Spa-Hasselt - 8e du championnat d'Europe sur route espoirs - 2006 - Champion de Belgique sur route espoirs - Internationale Wielertrofee Jong Maar Moedig - Zellik-Galmaarden - Course des chats - Grote Prijs Okensvrienden Buggenhout - 2e de Paris-Tours espoirs - 2007 - 5e étape du Tour du Qatar - 2e étape du Tour de Wallonie - Tour de la Hainleite - Mémorial Rik Van Steenbergen - Grand Prix Raf Jonckheere - 2e du Grand Prix Beeckman-De Caluwé - 3e du Tour du Groene Hart - 3e du Grand Prix Briek Schotte - 8e de la Vattenfall Cyclassics - 2008 - Grand Prix de Saint-Nicolas - 3e étape du Tour de Belgique - 3e étape du Tour de Wallonie - 2e étape du Tour de l'Ain - Tour d'Espagne : - Classement par points - 9e étape - 2e du Tour de Belgique - 2e du Tour de Wallonie - 3e du Tour du Qatar - 3e du Grand Prix E3 - 7e du Grand Prix de Plouay - 8e du Tour des Flandres - 2010 - 3e de Halle-Ingooigem - 5e du championnat du monde sur route - 2011 - 6e étape du Tour d'Autriche - Tour de Wallonie : - Classement général - 5e étape - Paris-Tours - 2e du Tour de Belgique - 2e de la Classique de Saint-Sébastien - 2e du Tour du Piémont - 7e de Liège-Bastogne-Liège - 9e de Milan-San Remo - 2012 - 2e du Grand Prix cycliste de Québec - 2e du Grand Prix de Wallonie - 4e du Tour des Flandres - 2013 - 2e étape du Tour du Qatar (contre-la-montre par équipes) - Tour de Wallonie : - Classement général - 3e et 5e étapes - 1re étape du Tour de l'Utah - 3e de Gand-Wevelgem - 3e du Grand Prix cycliste de Québec - 3e de Binche-Tournai-Binche - Mémorial Frank Vandenbroucke - 4e de Paris-Roubaix - 4e du Grand Prix cycliste de Montréal - 7e du Tour des Flandres - 2014 - 5e étape de l'Eneco Tour - Grand Prix de Wallonie - Grand Prix Impanis-Van Petegem - 2e du Circuit Het Nieuwsblad - 2e du Tour des Flandres - 5e de l'Eneco Tour - 5e du Grand Prix cycliste de Québec - 5e du championnat du monde sur route - 7e du Grand Prix cycliste de Montréal - 8e de la Classique de Saint-Sébastien - 10e du Grand Prix E3 - 2015 - 3e étape de Tirreno-Adriatico - Tour de Belgique : - Classement général - 5e étape - 9e (contre-la-montre par équipes) et 13e étapes du Tour de France - 2e des Strade Bianche - 2e de l'Eneco Tour - 3e du championnat de Belgique sur route - 3e du Tour des Flandres - 3e de Paris-Roubaix - 3e de Paris-Tours - 5e de l'Amstel Gold Race - 5e de la Vattenfall Cyclassics - 10e du Grand Prix cycliste de Québec | - 2016 - Champion olympique de la course en ligne - UCI America Tour - Circuit Het Nieuwsblad - Tirreno-Adriatico : - Classement général - 1re (contre-la-montre par équipes) et 6e étapes - 5e étape du Tour de France - Grand Prix cycliste de Montréal - Gullegem Koerse - 2e du Grand Prix cycliste de Québec - 3e du championnat de Belgique sur route - 3e du Tour du Qatar - 4e de l'Eneco Tour - 5e de Milan-San Remo - 5e de la Classique de Saint-Sébastien - 9e de Gand-Wevelgem - 10e du championnat du monde sur route - 2017 - Vainqueur de l'UCI World Tour - Paris-Roubaix - Circuit Het Nieuwsblad - Grand Prix E3 - Gand-Wevelgem - Tour de Luxembourg : - Classement général - 2e et 4e étapes - 1re étape du Tirreno-Adriatico (contre-la-montre par équipes) - 1re étape du Tour de la Communauté valencienne (contre-la-montre par équipes) - 2e du Tour des Flandres - 2e des Strade Bianche - 2e du Grand Prix cycliste de Québec - 4e du BinckBank Tour - 6e du championnat du monde sur route - 7e du Grand Prix cycliste de Montréal - 8e de la Classique de Saint-Sébastien - 10e de la Bretagne Classic - 2018 - 3e étape du Tour de la Communauté valencienne (contre-la-montre par équipes) - 3e étape du Tour d'Oman - 1re étape de Tirreno-Adriatico (contre-la-montre par équipes) - 1re étape de Tour de Suisse (contre-la-montre par équipes) - 3e étape du Tour de France (contre-la-montre par équipes) - Classement général du Tour de Yorkshire - 2e du Grand Prix cycliste de Québec - 3e du Grand Prix E3 - 3e du Grand Prix cycliste de Montréal - Médaillé de bronze au championnat du monde du contre-la-montre par équipes - 4e de Paris-Roubaix - 4e de la Classique de Saint-Sébastien - 5e du Tour des Flandres - 6e du BinckBank Tour - 8e d'À travers les Flandres - 2019 - 3e étape du Tour de la Communauté valencienne - 4e étape du Tour de Yorkshire - Grand Prix cycliste de Montréal - 2e du Circuit Het Nieuwsblad - 2e du Tour de Yorkshire - 2e de la Classique de Saint-Sébastien - 3e de l'E3 BinckBank Classic - 3e du Grand Prix cycliste de Québec - 4e du BinckBank Tour - 6e des Strade Bianche - 6e de la Bretagne Classic - 8e du championnat du monde sur route - 10e du Tour des Flandres - 2020 - 2e du Tour de Wallonie - 3e du Gran Trittico Lombardo - 8e des Strade Bianche - 8e de Milan-San Remo - 2021 - 3e du Tour des Flandres - 6e du Grand Prix E3 - 7e d'À travers les Flandres - 2022 - 3e du Circuit Het Nieuwsblad - 3e du Tour du Limousin-Périgord-Nouvelle-Aquitaine - 2023 - Boucles de l'Aulne |

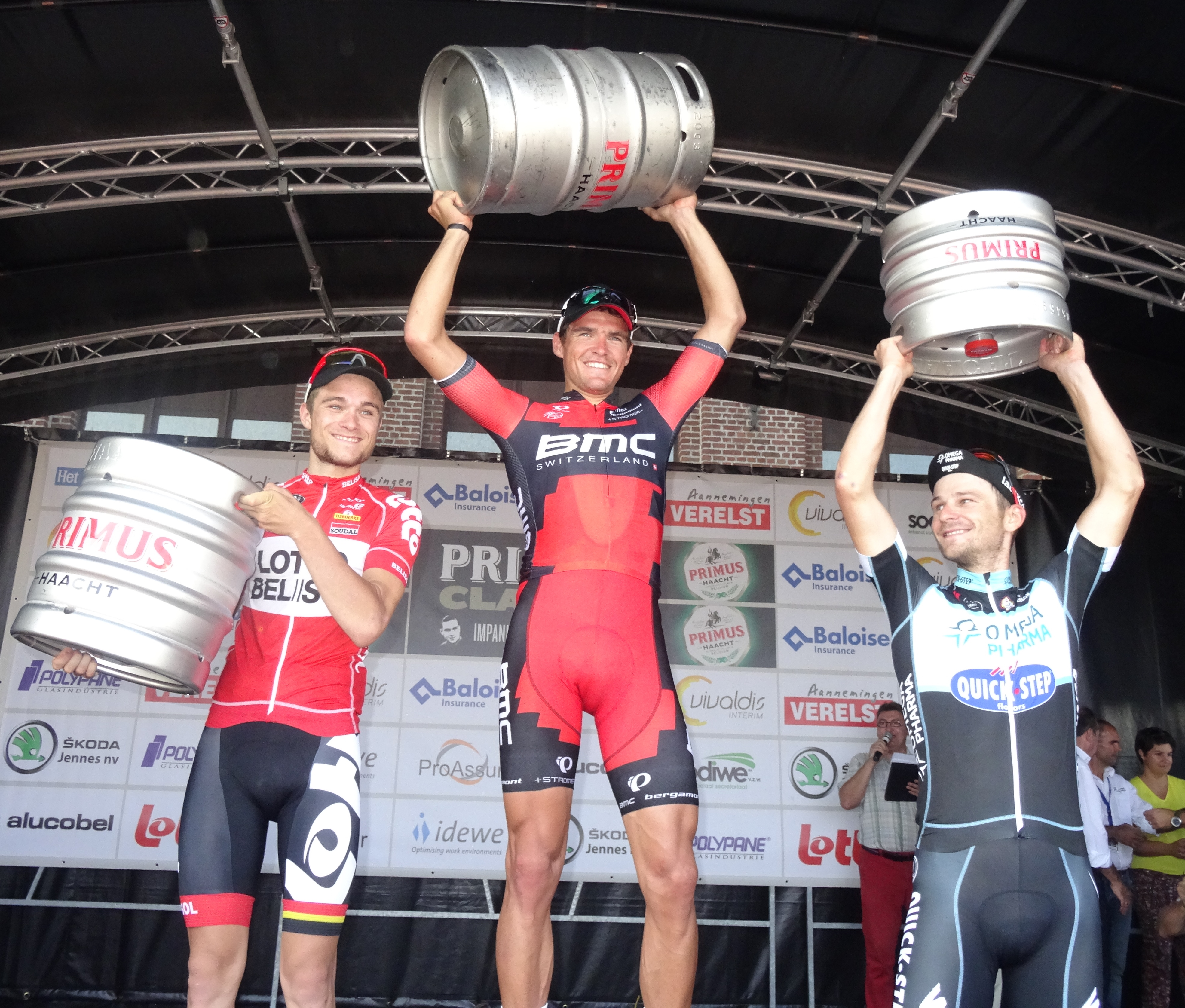
Podium de l'édition 2014 du Grand Prix Impanis-Van Petegem : Tosh Van der Sande (2e), Greg Van Avermaet (1er) et Michał Gołaś (3e).

### Résultats sur les grands tours

#### Tour de France
9 participations
- 2009 : 89e
- 2014 : 38e
- 2015 : non-partant (16e étape), vainqueur des 9e (contre-la-montre par équipes) et 13e étapes
- 2016 : 44e, vainqueur de la 5e étape,  maillot jaune pendant 3 jours
- 2017 : 58e
- 2018 : 28e, vainqueur de la 3e étape (contre-la-montre par équipes),  maillot jaune pendant 8 jours
- 2019 : 36e
- 2020 : 50e
- 2021 : 97e

#### Tour d'Espagne
3 participations
- 2008 : 62e,  vainqueur du classement par points, vainqueur de la 9e étape
- 2010 : 49e
- 2011 : 83e

### Classiques et grands championnats
| Légende | Légende | Légende | Légende     | Légende | Légende     | Légende | Légende             | Légende | Légende       |
| ------- | ------- | ------- | ----------- | ------- | ----------- | ------- | ------------------- | ------- | ------------- |
| AB      | Abandon | HD      | Hors-délais | NP      | Non-Partant | —       | Pas de particiation | ×       | Pas d'épreuve |

| Année | Strade Bianche | Milan-San Remo | E3 Saxo Bank Classic | Gand-Wevelgem | Tour des Flandres | Paris-Roubaix | Amstel Gold Race | Flèche wallonne | Liège-Bastogne-Liège | Classique de Saint-Sébastien | Jeux olympiques | Cyclassics de Hambourg | GP de Plouay | GP de Québec | GP de Montréal | Championnats du monde | Tour de Lombardie |
| ----- | -------------- | -------------- | -------------------- | ------------- | ----------------- | ------------- | ---------------- | --------------- | -------------------- | ---------------------------- | --------------- | ---------------------- | ------------ | ------------ | -------------- | --------------------- | ----------------- |
| 2007  | —              | —              | 89e                  | —             | Ab.               | 29e           | —                | —               | —                    | —                            | x               | 8e                     | —            | —            | —              | 63e                   | —                 |
| 2008  | —              | 53e            | 3e                   | 170e          | 8e                | 27e           | 84e              | —               | —                    | —                            | —               | —                      | 7e           | —            | —              | 17e                   | —                 |
| 2009  | —              | 13e            | 28e                  | —             | 35e               | 38e           | —                | —               | —                    | —                            | x               | 65e                    | —            | —            | —              | 44e                   | —                 |
| 2010  | 13e            | 47e            | 26e                  | —             | 39e               | 27e           | —                | —               | —                    | 11e                          | x               | —                      | 24e          | —            | —              | 5e                    | 15e               |
| 2011  | 9e             | 9e             | —                    | 13e           | 22e               | —             | 24e              | 15e             | 7e                   | 2e                           | x               | —                      | —            | —            | —              | 175e                  | 12e               |
| 2012  | 5e             | 69e            | 26e                  | 27e           | 4e                | —             | 36e              | 40e             | 73e                  | 13e                          | 92e             | 38e                    | 37e          | 2e           | 14e            | 25e                   | 17e               |
| 2013  | 6e             | 36e            | 24e                  | 3e            | 7e                | 4e            | 16e              | —               | 63e                  | 18e                          | x               | —                      | 71e          | 3e           | 4e             | 23e                   | 19e               |
| 2014  | —              | 25e            | 10e                  | 28e           | 2e                | 17e           | 40e              | —               | —                    | 8e                           | x               | —                      | —            | 5e           | 7e             | 5e                    | —                 |
| 2015  | 2e             | 19e            | 88e                  | 36e           | 3e                | 3e            | 5e               | —               | —                    | Ab.                          | x               | 5e                     | 73e          | 10e          | 37e            | 23e                   | —                 |
| 2016  | 6e             | 5e             | NP                   | 9e            | Ab.               | —             | —                | —               | —                    | 5e                           | Vainqueur       | —                      | 46e          | 2e           | Vainqueur      | 10e                   | Ab.               |
| 2017  | 2e             | 21e            | Vainqueur            | Vainqueur     | 2e                | Vainqueur     | 12e              | —               | 11e                  | 8e                           | x               | 32e                    | 10e          | 2e           | 7e             | 6e                    | —                 |
| 2018  | 34e            | 17e            | 3e                   | 14e           | 5e                | 4e            | 14e              | —               | —                    | 4e                           | x               | —                      | —            | 2e           | 3e             | 50e                   | —                 |
| 2019  | 6e             | 42e            | 3e                   | 20e           | 10e               | 12e           | 14e              | —               | 52e                  | 2e                           | x               | —                      | 6e           | 3e           | Vainqueur      | 8e                    | —                 |
| 2020  | 8e             | 8e             | x                    | —             | —                 | x             | x                | —               | Ab.                  | x                            | x               | x                      | —            | x            | x              | 21e                   | —                 |
| 2021  | 19e            | 13e            | 6e                   | 12e           | 3e                | 32e           | 26e              | —               | 40e                  | —                            | Ab.             | x                      | —            | x            | x              | —                     | —                 |
| 2022  | 41e            | 35e            | 42e                  | 17e           | 15e               | 17e           | 24e              | —               | —                    | —                            | x               | 27e                    | —            | 13e          | 16e            | —                     | —                 |
| 2023  | 45e            | —              | Ab.                  | 85e           | 62e               | 37e           | 26e              | —               | —                    | —                            | x               | 45e                    | 43e          | 36e          | 60e            | —                     | —                 |

### Classements mondiaux
| Année                  | 2005 | 2006 | 2007 | 2008 | 2009 | 2010 | 2011 | 2012 | 2013 | 2014 | 2015 | 2016 | 2017 | 2018 |
| ---------------------- | ---- | ---- | ---- | ---- | ---- | ---- | ---- | ---- | ---- | ---- | ---- | ---- | ---- | ---- |
| Classement ProTour     |      |      | 136e | 64e  |      |      |      |      |      |      |      |      |      |      |
| Calendrier mondial UCI |      |      |      |      | 189e | 171e |      |      |      |      |      |      |      |      |
| UCI World Tour         |      |      |      |      |      |      | 56e  | 42e  | 18e  | 24e  | 8e   | 6e   | 1er  | 5e   |
| UCI America Tour       |      |      |      |      |      |      |      |      |      |      |      | 1er  |      |      |
| UCI Asia Tour          |      |      |      |      |      |      |      |      |      |      |      | 15e  | 354e | 196e |
| UCI Europe Tour        | 595e | 169e |      |      |      |      |      |      |      |      |      | 61e  | 84e  | 247e |

## Distinctions
- Trophée Flandrien en 2008, 2013, 2014, 2015, 2016 et 2017[79]
- le Flandriencross est une course de cyclo-cross renommée en l'honneur de Greg Van Avermaet [80]
- Vélo de cristal en 2014, 2015, 2016 et 2017
- Sportif belge de l'année en 2016
- Mendrisio d'or en 2017